# R.e.m.IX
r.e.m.IX est un album de remix de chansons de R.E.M. provenant de leur album Reveal.
L'album n'a jamais été commercialisé mais est disponible en téléchargement gratuit sur le site Web du groupe. Il a également été édité sous la forme d'un CD promotionnel.

## Titres
1. The Lifting (Now It's Overhead mix by Andy Lemaster) – 4:41
2. The Lifting (Knobody/Dahoud Darien for 12 Nations) – 5:07
3. I'll Take the Rain (Jamie Candiloro) – 6:11
4. She Just Wants to Be (Jamie Candiloro) – 5:03
5. I've Been High (Matthew "Intended" Herbert) – 5:19
6. I've Been High (Knobody/Dahoud Darien for 12 Nations) – 4:01
7. I've Been High (Chef) – 4:56
8. I've Been High (Her Space Holiday/Marc Bianchi) – 5:01
9. Beachball (Chef) – 6:16
10. Summer Turns to High (Her Space Holiday/Marc Bianchi) – 4:25